# Kaliganj
Kaliganj (en bengali : কালিগঞ্জ) est une upazila du Bangladesh dans le district de Lalmonirhat. En 1991, on y dénombrait 187 494 habitants.